# メビウスの森〜14歳のSOS〜
『メビウスの森～14歳のSOS～』（メビウスのもり～じゅうよんさいのエスオーエス～）は、『エレガンスイブ』2011年7月号～9月号、11月号～2012年5月号で連載されていた金子節子による漫画作品。

## 概要
「いじめに負けないでほしい」「いじめ撲滅」をと願う作者：金子節子の渾身の問題提起作。

## あらすじ
いじめによる心の痛みで失われていく青春の1ページ、なぜ自分がいじめられるのかその原因もわからず、
いじめの標的になった中学2年生の主人公・上原千夏彼女の心の叫びは周囲の大人たちに届くのか…。

## 登場人物
上原千夏（うえはら ちなつ）
主人公。
上原路子（うえはら みちこ）
旧姓：田沢。40歳。千夏の母。
高野香（たかの かおり）

高野裕司（たかの ゆうじ）

高野彰治（たかの しょうじ）

春川史絵（はるかわ ふみえ）

佐々川愛（ささがわ あい）

田沢真穂（たざわ まほ）

市川悠真（いちかわ ゆうま）

市川希美（いちかわ のぞみ）

浅野貴広（あさの たかひろ）

寺田周介（てらだ しゅうすけ）

長沢圭吾（ながさわ けいご）

柚木浩司（ゆずき ひろし）

河本大智（こうもと だいち）

## 書誌情報
- 金子節子『メビウスの森〜14歳のSOS〜』秋田書店〈A.L.C.SELECTION〉、全2巻

1. （2011年12月16日発売）、ISBN 978-4-253-12158-3
2. （2012年6月15日発売）、ISBN 978-4-253-12159-0